# Ramularia didyma

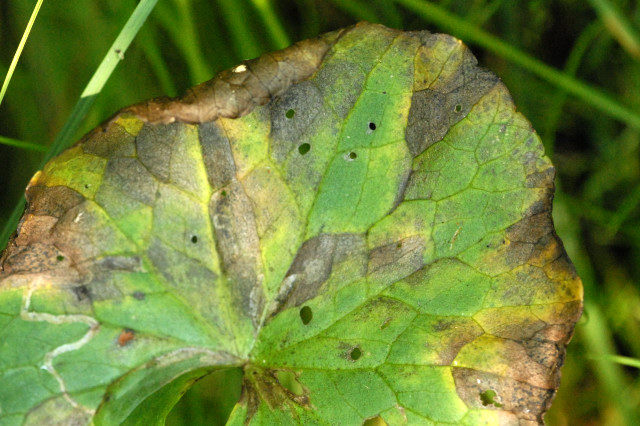

Ramularia didyma Unger – gatunek grzybów z klasy Dothideomycetes. Grzyb mikroskopijny, fitopatogen pasożytujący na roślinach z rodziny jaskrowatych (Ranunculaceae). Powoduje plamistość liści.

## Systematyka i nazewnictwo
Pozycja w klasyfikacji według Index Fungorum: Ramularia, Mycosphaerellaceae, Capnodiales, Dothideomycetidae, Dothideomycetes, Pezizomycotina, Ascomycota, Fungi.
Gatunek ten opisał Franz Unger w 1833 r. i wyznaczył jego lektotyp w Exanth. Pflanzen. 1833. 
Synonimy:
- Didymaria didyma (Unger) Pound 1889
- Didymaria ungeri Corda 1837
- Ramularia calthae Lindr. 1902
- Ramularia didyma f. ranunculi-repentis Thüm. 1881
- Ramularia didyma var. exigua (U. Braun) U. Braun 1998
- Ramularia didyma var. pulsatillae (Hollós) U. Braun 1998
- Ramularia exigua U. Braun 1994
- Ramularia pulsatillae Hollós 1910
- Ramularia ranunculi Peck 1884
- Septocylindrium ranunculi Peck 1883

## Charakterystyka
Na porażonych roślinach powoduje powstawanie nieregularnych, w przybliżeniu eliptycznych plam o wymiarach 2–7 × 5–10 mm. Są brązowe i otoczone ciemniejszą obwódką. Czasami sąsiednie plamy zlewają się. Zarodniki tworzą się na obydwu stronach liści w postaci nalotu.
Endofit, jego grzybnia jest zanurzona w tkankach rośliny. Konidiofory 1–4–komórkowe, o wymiarach 6–92 × 2,3–2,5 μm. Na zewnątrz zazwyczaj wydostają się przez aparaty szparkowe, bardzo rzadko przez pęknięcia w skórce. Konidia powstają w łańcuszkach. Są cylindryczne, zwykle 2–, rzadziej 1– lub 4–komórkowe, o wymiarach 11–35 × 2,3–3,4 μm.

## Występowanie
Znane jest występowanie Ramularia didyma w Europie, Ameryce Północnej i na Nowej Zelandii. 
Jest oligofagiem występującym na wielu gatunkach roślin z rodziny jaskrowatych: 
zawilec gajowy (Anemone nemorosa), sasanka łąkowa (Pulsatilla pratensis), jaskier ostry (Ranunculus acris),  jaskier różnolistny (R. auricomus), jaskier bulwkowy (R. bulbosus), jaskier kaszubski (R. cassubicus), jaskier płomiennik (R. flammula), jaskier górski (R. montanus), jaskier wielki (R. lingua), jaskier wielokwiatowy (R. polyanthemos), jaskier gajowy (R. serpens), jaskier rozłogowy (R. repens), jaskier rdzawy (R. strigulosus), Ranunculus muricatus, Ranunculus parviflorus. 